# Galatasaray SK (Superleague Formula)
Galatasaray SK is een Turks voormalig raceteam dat deelnam aan de Superleague Formula. Het team was een onderdeel van de sportvereniging Galatasaray SK, waar de voetbalclub dat deelneemt aan de Süper Lig het bekendste is.

## 2008
In 2008 reed Alessandro Pier Guidi alle races voor Galatasaray, met als beste resultaat drie derde plaatsen op de Nürburgring, Estoril en Vallelunga, waarmee hij op de achtste plaats eindigde. Ook behaalde hij een pole position op Jerez. De auto werd gerund door Scuderia Playteam.

## 2009
Drie coureurs reden in 2009 voor Galatasaray, namelijk de Britten Duncan Tappy en Scott Mansell en de Nederlandse Chinees Ho-Pin Tung. Tung behaalde op Circuito Permanente Del Jarama de eerste overwinning voor het team. Dit jaar werd het team gerund door Ultimate Motorsport.

## 2010
De Fransman Tristan Gommendy reed in 2010 voor het team.
Actief in 2011: RSC Anderlecht · Atlético Madrid · Team Australië · Team Brazilië · Team China · Team Engeland · Galatasaray SK · Girondins de Bordeaux · Team Japan · Team Luxemburg · Team Nederland · Team Nieuw-Zeeland · PSV Eindhoven · Team Rusland · Sparta Praag · Team Zuid-Korea
Niet actief: Al Ain FC · FC Basel · Beijing Guoan · Borussia Dortmund · SC Corinthians Paulista · Clube de Regatas do Flamengo · Liverpool FC · FC Midtjylland · AC Milan · Olympiakos Piraeus · Olympique Lyonnais · FC Porto · Glasgow Rangers · AS Roma · Sevilla FC · Sporting Clube de Portugal · Tottenham Hotspur FC